# Lew Platt
Lewis Emmett Platt, genannt Lew Platt, (* 11. April 1941 in Johnson City, New York; † 8. September 2005 in Petaluma) war ein US-amerikanischer Manager und ehemaliger Präsident von Hewlett-Packard.

## Leben
Lew Platt absolvierte sein Ingenieurstudium 1964 mit dem Bachelor-Abschluss der Cornell University in Ithaca und schloss sein MBA-Studium an der Wharton School der University of Pennsylvania in Philadelphia 1966 ab. Lew Platt erhielt außerdem einen Ehrendoktor in Ingenieurwissenschaften der Santa Clara University in Santa Clara in Kalifornien.
Er arbeitete von 1966 bis 1999 bei der Hewlett-Packard Company (HP), zunächst auf einer Einstiegsposition als Ingenieur. Er wurde 1987 zum Executive Vice President ernannt.
1992 wurde er Nachfolger von John A. Young in der Position des CEOs (Chief Executive Officer). 1993 wurde er sogar Vorsitzender des Executive Committees bei Hewlett-Packard und trat damit die unmittelbare Nachfolge von Firmengründer David Packard an. Unter Platts Führung wurde Agilent Technologies von HP abgespalten. 1999 schied er aus dem Unternehmen aus, welches fortan von Carly Fiorina geleitet wurde.
Präsident Bill Clinton berief Lew Platt 1995 in das Advisory Committee on Trade Policy and Negotiations, wo er Vorsitzender der World Trade Organization Task Force war. Außerdem war Platt Mitglied des Business Councils.
Nach seinem Abschied von Hewlett-Packard leitete er für zwei Jahre (2000 bis Mitte 2001) die Geschicke einer wesentlich kleineren Unternehmung, der Kendall-Jackson Wine Estates.
Bis zu seinem Tod war Platt Direktor (Aufsichtsrat) der Boeing Company, einem Flugzeughersteller, wo er als dessen Vorsitzender von Dezember 2003 bis Juli 2005 die Unabhängigkeit des Aufsichtsrats (Board of Directors) wiederherstellen wollte und die Suche nach einem Nachfolger für Philip Condit und Harry Stonecipher leitete. Phil Condit hatte Boeing im Dezember 2003 wegen Unregelmäßigkeiten bei der Auftragsvergabe des Pentagons an Boeing verlassen. Henry Stonecipher trat nach einer Affäre mit einer Kollegin zurück. Platt war seit 1999 Mitglied des Board of Directors der Boeing Company.
Lew Platt gewann diverse Auszeichnungen, darunter 1991 den Catalyst Award zur Förderung von Frauen in Führungspositionen sowie 1995 den Top Manager des Wirtschaftsmagazins Business Week.
Platt starb am 8. September 2005 an einem Hirn-Aneurysma in Kalifornien, wo er zuletzt lebte. Er hinterlässt seine Frau Joan Ellen Redmund Platt und seine vier Töchter Caryn, Laura, Amanda und Hillary.